# 丰祐菌纲
丰祐菌纲（学名：Opitutia）为疣微菌门的一纲细菌。此纲的模式目为丰祐菌目(Opitutales)。

## 下属分类
本科包括以下属：
- 丰祐菌目 Opitutales Choo et al. 2007
- 紫红球菌目 Puniceicoccales Choo et al. 2007